# 吉岡詩織
吉岡 詩織（よしおか しおり、1994年9月30日 - ）は、広島県江田島市出身の女子競輪選手。日本競輪選手会広島支部所属、ホームバンクは広島競輪場。日本競輪学校（当時。以下、競輪学校）第116期生。師匠は田村光昭（67期）。

## 経歴
中学、高校時代は陸上競技に打ち込み、高校卒業後は自衛隊に入隊し千僧駐屯地に勤務していた。2016年末、実家に帰省してたまたま訪れた広島競輪場で競輪を目の当たりにし、競輪選手を志したという。
2018年1月12日、競輪学校第116回技能試験に合格。在校競走成績は3位（26勝）。
2019年7月12日、和歌山競輪場でデビューし1着。また、同開催では3日間とも1着で初優勝ともなった。デビュー場所で初優勝かつ完全優勝は、ガールズケイリンでは鈴木美教に次いで史上7人目。デビュー年である2019年は、特例で同年のガールズグランプリトライアルに出場するなどの活躍で、下期だけで116期では最多となる467万円の賞金を獲得した。